# Уан Тру Войс
Уан Тру Войс (на английски: One True Voice) е британска поп група създадена в края на 2002 година от риалити-шоуто Popstars: The Rivals заедно с популярната момичешка група Гърлс Алауд. След победата в шоуто излиза дебютния им сингъл, който е двоен, а той е върху песните Sacred Trust/After You're Gone, които се нареждат на 2 позиция. През 2003 г. групата пуска последния сингъл към песента Shakespeare's (Way With) Words, след което групата преустановява дейност през август същата година и така не се стига до албум.

## Дискография

### Сингли
- „Sacred Trust/After You're Gone“ (2002)
- „Shakespeare's (Way With) Words“ (2003)

## Видеоклипове
| Видеоклип                      | Премиера |
| ------------------------------ | -------- |
| Sacred trust                   | 2002     |
| After you're gone              | 2002     |
| Shakespeare's (Way with) words | 2003     |